# 490.
490. je deseto desetletje v 5. stoletju med letoma 490 in 499. 